# 道の駅はなぞの
道の駅はなぞの（みちのえき はなぞの）は、埼玉県深谷市小前田にある国道140号の道の駅である。

## 施設
花園地域物産館アルエットが中心施設となっており、館内には地元の祭屋台が展示されている。
- 駐車場（普通車557台、大型車42台、身体障害者用5台）
- トイレ（男35、女33、身体障害者用4）
- 公衆電話
- 休憩室
- アルエット（花園地域物産館）
- JA花園農産物直売所
- ふれあい市民農園
- ひだまりの公園
- ふっかちゃんミュージアム

## アクセス
- 国道140号
  - 国道254号
- 関越自動車道 花園IC

## 周辺
- 花園郵便局
- 花園フォレスト
- 荒川
- 玉淀
- 秩父鉄道秩父本線 小前田駅